# Oppel-Kundt-Täuschung
Die Oppel-Kundt-Täuschung, eine visuelle Wahrnehmungstäuschung, ist die scheinbare Verlängerung einer horizontalen Strecke, wenn sie durch regelmäßig angeordnete Elemente, zum Beispiel Punkte oder vertikale Striche, unterteilt ist.

## Geschichte
Die Beschreibung der Täuschung geht auf die Physiker Johann Joseph Oppel (1815–1894) und August Kundt (1839–1894) zurück.

## Beobachtung
Die subjektiv wahrgenommene Länge eines horizontalen Abstands zwischen zwei Marken hängt von der Anzahl der unterteilenden Elemente ab (vertikale Striche oder Punkte), wobei die scheinbare Länge mit der Anzahl der Elemente erst zu- und dann, nach einem flachen Maximum, jedoch wieder abnimmt.

## Experimente

Methode zur Messung der Täuschung, wie sie auch von Spiegel verwendet wurde. Die durch kurze vertikale Striche unterteilte Strecke S1/S2 (links) erscheint länger als die nicht unterteilte S3/S4.

Ausführliche Experimente wurden von Spiegel durchgeführt. Im Bild ist eine Versuchsanordnung wiedergegeben in der Art, wie sie von ihm verwendet wurde. Es handelt sich dabei um austauschbare schwarze Kartons mit Schlitzen, die von hinten beleuchtet wurden. Die wahrgenommene Länge der Strecke S1/S2 ändert sich mit der Anzahl der kurzen vertikalen Striche. Durch Verschieben des Spalts S4 kann die Entfernung S3/S4 an die scheinbare Länge S1/S2 angeglichen und diese damit gemessen werden.
Die Auswirkung von Punkten auf einen wahrgenommenen Abstand untersuchte Surkys. Ein vergleichbarer Effekt wird an einem Quadrat mit konstanter Seitenlänge beobachtet, das schachbrettartig unterteilt ist: Die wahrgenommene Seitenlänge wird erst mit steigender Anzahl der Felder größer, nimmt dann aber bei Unterteilung in noch mehr Felder wieder ab.

## Deutung
Im Hinblick auf die scheinbare Länge einer Strecke vermutet Spiegel eine Art von Kraft, die – in der Wahrnehmung – einen leeren Raum zwischen zwei Begrenzungen zusammenzieht, wobei die vertikalen Striche eine Art von Widerstand leisten. Eine andere Deutungsmöglichkeit besteht darin, die Größenwahrnehmung mit der Informationsdichte, also dem Detailreichtum des Stimulus in Zusammenhang zu bringen.
Edgar Erdfelder und Faul untersuchen eine ältere Hypothese, nach der die subjektive Länge einer Strecke das Produkt ist aus der subjektiven Länge einer einzelnen Teilstrecke und deren Anzahl.